# Maison de la Biosphère
Pour les articles homonymes, voir Biosphère (homonymie).
La Maison de la Biosphère, (Biosphärenhaus en allemand) est un site pédagogique sur la nature. Elle est située dans la partie palatine de la réserve de biosphère transfrontière des Vosges du Nord-Pfälzerwald sur la commune de Fischbach bei Dahn en Allemagne. La réserve est reconnue et soutenue par l'UNESCO à travers le Programme sur l'homme et la biosphère. Ce site culturel vise à faire découvrir la réserve de biosphère transfrontalière à travers espaces pédagogiques et ludiques. Le site accueille les visiteurs en individuel ou en groupes (adultes et scolaires).

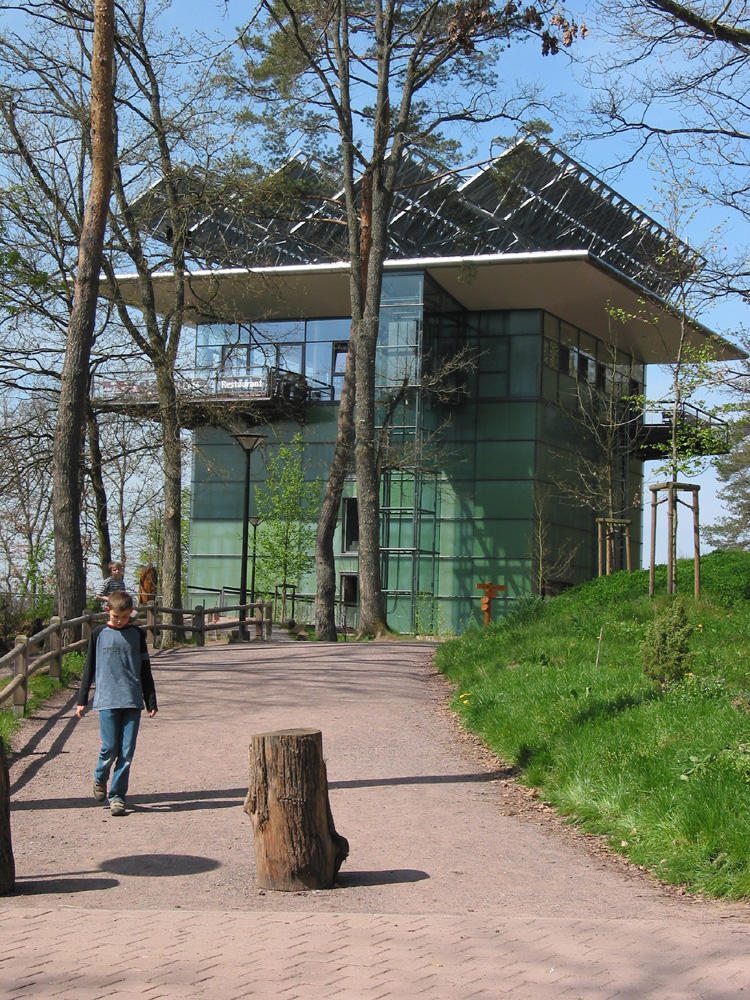
Maison de la Biosphère

## Lieu
Fischbach est situé au sud de la forêt palatine (Pfälzerwald en allemand), dans la partie allemande de la Vasgovie (Wasgau en allemand), près de la frontière franco-allemande (moins de 5 km).

## Développement et structure
La Maison de la Biosphère est un projet décentralisé de l’exposition universelle de Hanovre présentée en 2000. 
En juin 2003, le sentier des cimes a été mis en service. Il s’agit d’une attraction située dans les arbres à 35 m de haut. Le parcours est d’une longueur de 270 m et repose sur des ponts suspendus. Il offre également une vue panoramique sur la forêt du Palatinat. L’attraction peut se terminer par un toboggan de 45 mètres. Dans les trois premières années, 467 000 personnes ont emprunté ce parcours. 

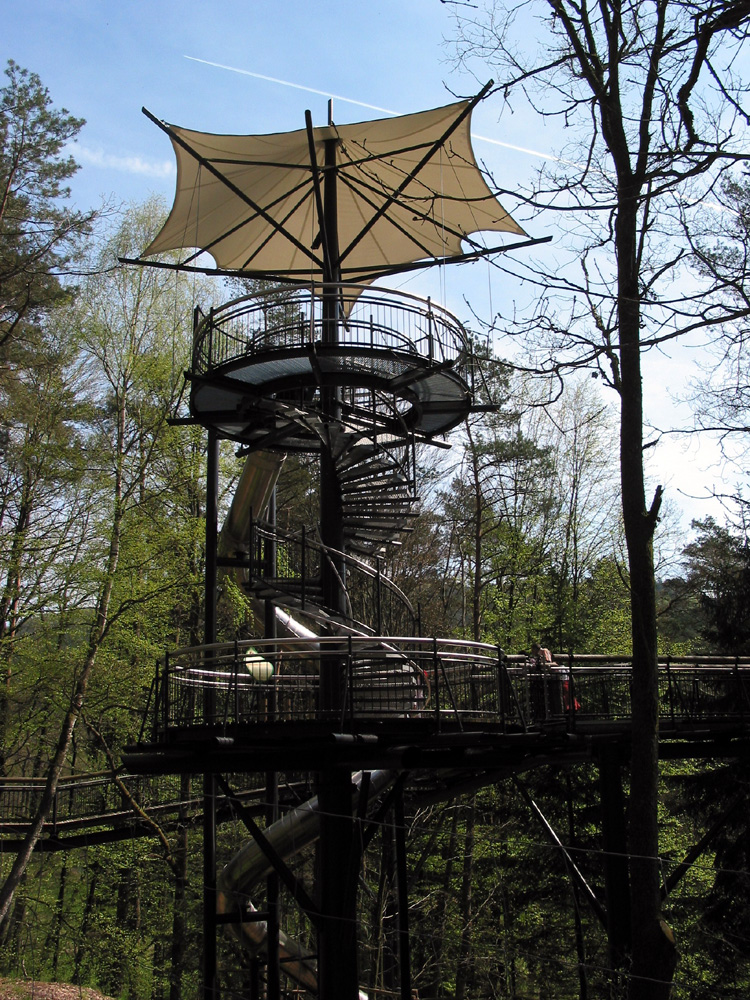
Sentier des Cimes

L’exposition actuelle présente sur quatre étages les fondements et les spécificités des milieux naturels pour tous types de visiteurs. La diversité des stations interactives invite à découvrir et à jouer. Toutes les informations sont disponibles en trois langues : allemand, anglais et français. À chaque étage il y a pour les enfants une activité ludique adaptée à leur âge. Le site est adapté aux poussettes et aux fauteuils roulants.